# Juventus Football Club 1979-1980
Questa voce raccoglie le informazioni riguardanti la Juventus Football Club nelle competizioni ufficiali della stagione 1979-1980.

## Stagione

Domenico Marocchino (a sinistra) e Cesare Prandelli (a destra), tra i giovani inseriti in squadra in quest'annata, qui con Lamia Caputo per un'amichevole estiva a Cremona.

Fu un'annata interlocutoria per la Juventus, capace di buoni piazzamenti in tutte le competizioni a cui prese parte ma, per la prima volta sotto la gestione tecnica di Giovanni Trapattoni, chiusasi senza sollevare trofei.
La rosa, in gran parte confermata rispetto alla stagione precedente, nell'undici base vide la cessione dei maturi Benetti e Boninsegna, l'avvicendamento nel ruolo di stopper tra il trentacinquenne Morini (il quale lascerà anticipatamente i piemontesi in marzo, per concludere la propria carriera in Nordamerica) e il giovane erede Brio, e la definitiva promozione in attacco di Virdis a fianco di Bettega; giunse infine a Torino una nutrita pattuglia di prospetti quali Prandelli, Tavola e Marocchino, questo ultimo prodotto del vivaio bianconero e presto capace di ritagliarsi un suo spazio tra i titolari.
In Serie A i piemontesi, dopo un avvio nelle posizioni di vertice, incapparono in una negativa flessione sul finire del girone di andata, che in questo frangente li fece scivolare financo ai margini della zona retrocessione. Nella tornata di ritorno – in un campionato sconvolto dallo scoppio in primavera dello scandalo Totonero – la Juventus seppe risalire la china e, anche grazie a un decisivo filotto di cinque vittorie nelle giornate conclusive, riuscì a chiudere la classifica al secondo posto e a strappare la qualificazione alla successiva Coppa UEFA, rimanendo tuttavia ben lontana dall'insidiare il solido primato dell'Inter, scudettata con due turni di anticipo.

Il capitano Giuseppe Furino anticipa il futuro juventino Liam Brady durante il retour match contro l'Arsenal per le semifinali di Coppa delle Coppe.

La squadra bianconera pagò fra le altre cose la scarsa vena di Virdis, a posteriori ancora troppo acerbo per vestire i panni del bomber di sfondamento quale fu Boninsegna, tanto che Trapattoni finirà spesso per preferirgli le mezzepunte Fanna e Marocchino; una manchevolezza cui solo in parte seppe porre rimedio la ritrovata verve sottorete di Bettega il quale, seppur inizialmente criticato dalla stessa tifoseria per alcune prestazioni non all'altezza, alla fine fu autore di 16 gol che lo issarono per la prima e unica volta in carriera a capocannoniere della Serie A – titolo che uno juventino non conquistava dai tempi di Sívori, esattamente venti anni addietro. Positiva anche la stagione di Tardelli, il quale non fece rimpiangere Benetti in mezzo al campo grazie a una costante crescita sul piano personale.
Nelle coppe i torinesi videro concludersi in semifinale i loro cammini, in aprile, nello spazio di appena una settimana. In Coppa delle Coppe, dopo aver eliminato in sequenza i magiari del Rába ETO, i bulgari del Beroe di Stara Zagora e gli jugoslavi del Rijeka, il 24 aprile la Juventus cadde contro gli inglesi dell'Arsenal, a pochi minuti dal triplice fischio della gara di ritorno al Comunale, estromessi dalla finale da un gol di Vaessen che vanificò il positivo 1-1 strappato due settimane prima a Highbury. In Coppa Italia la squadra, qualificata direttamente alla fase finale in quanto detentrice del trofeo, dopo aver superato nei quarti l'Inter dovette cedere il passo ai concittadini del Torino, vittoriosi in un doppio derby risoltosi il 30 aprile solo ai rigori.
Fu questa, in generale, l'ultima stagione in cui i bianconeri si affidarono a un organico composto interamente da italiani, data l'imminente riapertura delle frontiere da parte del calcio italiano prevista per l'estate del 1980.

## Divise
Il fornitore tecnico per la stagione 1979-1980 fu Kappa.
| Casa | Trasferta | 1ª portiere | 2ª portiere |

## Rosa
| N. |                   | Ruolo | Calciatore           |
| -- | ----------------- | ----- | -------------------- |
|    | Italia (bandiera) | P     | Luciano Bodini       |
|    | Italia (bandiera) | P     | Dino Zoff            |
|    | Italia (bandiera) | D     | Sergio Brio          |
|    | Italia (bandiera) | D     | Antonio Cabrini      |
|    | Italia (bandiera) | D     | Claudio Gentile      |
|    | Italia (bandiera) | D     | Fabio Marangon       |
|    | Italia (bandiera) | D     | Francesco Morini     |
|    | Italia (bandiera) | D     | Gaetano Scirea       |
|    | Italia (bandiera) | C     | Franco Causio        |
|    | Italia (bandiera) | C     | Antonello Cuccureddu |

| N. |                   | Ruolo | Calciatore                 |
| -- | ----------------- | ----- | -------------------------- |
|    | Italia (bandiera) | C     | Pietro Fanna               |
|    | Italia (bandiera) | C     | Giuseppe Furino (capitano) |
|    | Italia (bandiera) | C     | Domenico Marocchino        |
|    | Italia (bandiera) | C     | Gabriele Pin               |
|    | Italia (bandiera) | C     | Claudio Cesare Prandelli   |
|    | Italia (bandiera) | C     | Marco Tardelli             |
|    | Italia (bandiera) | C     | Roberto Tavola             |
|    | Italia (bandiera) | C     | Vinicio Verza              |
|    | Italia (bandiera) | A     | Roberto Bettega            |
|    | Italia (bandiera) | A     | Pietro Paolo Virdis        |

## Risultati

### Serie A

#### Girone di andata
| Arbitro: | Menicucci (Firenze) |

|                   |           |                    |
| Causio 75’ (rig.) | Marcatori | 63’ (rig.) Savoldi |

| Arbitro: | D'Elia (Salerno) |

|  |           |             |
|  | Marcatori | 81’ Bettega |

| Arbitro: | Pieri (Genova) |

|                            |           |  |
| Bettega 45’, 87’ Verza 50’ | Marcatori |  |

| Arbitro: | Agnolin (Bassano del Grappa) |

|                            |           |              |
| Novellino 7’ Antonelli 44’ | Marcatori | 46’ Tardelli |

| Arbitro: | Redini (Pisa) |

|              |           |              |
| Tardelli 14’ | Marcatori | 26’ Ulivieri |

| Arbitro: | Bergamo (Livorno) |

|              |           |                          |
| Graziani 30’ | Marcatori | 34’ Bettega 68’ Tardelli |

| Arbitro: | Longhi (Roma) |

|            |           |  |
| Scirea 13’ | Marcatori |  |

| Arbitro: | Barbaresco (Cormons) |

|                  |           |  |
| Verza 11’ (aut.) | Marcatori |  |

| Arbitro: | Michelotti (Parma) |

|                                           |           |  |
| Altobelli 48’ (rig.), 50’, 79’ Muraro 74’ | Marcatori |  |

| Arbitro: | Ciulli (Roma) |

|            |           |  |
| Causio 75’ | Marcatori |  |

| Arbitro: | Agnolin (Bassano del Grappa) |

|                     |           |  |
| De Ponti 42’ (rig.) | Marcatori |  |

| Arbitro: | Casarin (Milano) |

|                           |           |  |
| Bettega 5’ Marocchino 36’ | Marcatori |  |

| Arbitro: | Bergamo (Livorno) |

|           |           |  |
| Rossi 19’ | Marcatori |  |

| Arbitro: | Redini (Pisa) |

|                        |           |                                                |
| Tavola 17’ Cabrini 81’ | Marcatori | 8’ Anastasi 34’ (aut.) Cuccureddu 67’ Bellotto |

| Arbitro: | Benedetti (Roma) |

|                         |           |             |
| Sacchetti 19’ Tendi 29’ | Marcatori | 39’ Bettega |

#### Girone di ritorno
| Arbitro: | Ciulli (Roma) |

|                 |           |            |
| Brio 69’ (aut.) | Marcatori | 55’ Causio |

| Arbitro: | Pieri (Genova) |

|            |           |  |
| Causio 18’ | Marcatori |  |

| Arbitro: | Longhi (Roma) |

|  |           |                     |
|  | Marcatori | 14’ Virdis 89’ Brio |

| Arbitro: | D'Elia (Salerno) |

|                                |           |               |
| Maldera 66’ (aut.) Bettega 78’ | Marcatori | 10’ De Vecchi |

| Arbitro: | Prati (Parma) |

|              |           |                                 |
| Ulivieri 85’ | Marcatori | 29’, 69’ Bettega 64’ Marocchino |

| Torino 24 febbraio 1980, ore 15:00 CET 21ª giornata | Juventus      | 0 – 0 referto | Torino | Stadio Comunale\| Arbitro: \| Ciulli (Roma) \| |
| Arbitro:                                            | Ciulli (Roma) |               |        |                                                |

| Napoli 2 marzo 1980, ore 15:00 CET 22ª giornata | Napoli               | 0 – 0 referto | Juventus | Stadio San Paolo\| Arbitro: \| Barbaresco (Cormons) \| |
| Arbitro:                                        | Barbaresco (Cormons) |               |          |                                                        |

| Torino 9 marzo 1980, ore 15:00 CET 23ª giornata | Juventus         | 0 – 0 referto | Lazio | Stadio Comunale\| Arbitro: \| D'Elia (Salerno) \| |
| Arbitro:                                        | D'Elia (Salerno) |               |       |                                                   |

| Arbitro: | Bergamo (Livorno) |

|                       |           |  |
| Bettega 32’ Fanna 79’ | Marcatori |  |

| Arbitro: | Lattanzi (Roma) |

|                          |           |             |
| Selvaggi 80’ Bellini 89’ | Marcatori | 44’ Bettega |

| Arbitro: | Menegali (Roma) |

|                          |           |  |
| Tardelli 62’ Bettega 73’ | Marcatori |  |

| Arbitro: | D'Elia (Salerno) |

|            |           |                                   |
| Pruzzo 36’ | Marcatori | 2’ Gentile 20’ Scirea 77’ Bettega |

| Arbitro: | Ciulli (Roma) |

|                                         |           |  |
| Fanna 46’ Tavola 58’ Bettega 66’ (rig.) | Marcatori |  |

| Arbitro: | Benedetti (Roma) |

|                                    |           |                             |
| Bellotto 48’ Cuccureddu 72’ (aut.) | Marcatori | 51’ Bettega 83’, 85’ Scirea |

| Arbitro: | Pieri (Genova) |

|                                         |           |  |
| Fanna 7’ Gentile 52’ Bettega 60’ (rig.) | Marcatori |  |

### Coppa Italia

#### Fase finale
| Arbitro: | D'Elia (Salerno) |

|              |           |                                     |
| Pancheri 60’ | Marcatori | 27’ Prandelli 77’ (aut.) Occhipinti |

| Torino 30 gennaio 1980, ore 14:30 CET Quarti di finale - Ritorno | Juventus                     | 0 – 0 referto | Inter | Stadio Comunale\| Arbitro: \| Agnolin (Bassano del Grappa) \| |
| Arbitro:                                                         | Agnolin (Bassano del Grappa) |               |       |                                                               |

| Torino 26 marzo 1980, ore 20:30 CET Semifinale - Andata | Juventus                     | 0 – 0 referto | Torino | Stadio Comunale\| Arbitro: \| Agnolin (Bassano del Grappa) \| |
| Arbitro:                                                | Agnolin (Bassano del Grappa) |               |        |                                                               |

| Arbitro: | Casarin (Milano) |

|                                        |                      |                                    |
| Mandorlini Sclosa Graziani Greco Pecci | Tiri di rigore 4 – 2 | Cuccureddu Virdis Tardelli Cabrini |

### Coppa delle Coppe UEFA
| Arbitro: | Scheurell |

|                                       |           |  |
| Pozsgai 64’ (aut.) Cabrini 73’ (rig.) | Marcatori |  |

| Arbitro: | Guruceta Muro |

|                             |           |            |
| Furino 6’ (aut.) Póczik 23’ | Marcatori | 52’ Causio |

| Arbitro: | Eschweiler |

|                     |           |  |
| Stoyanov 82’ (rig.) | Marcatori |  |

| Arbitro: | Galler |

|                                  |           |  |
| Scirea 8’ Causio 104’ Verza 109’ | Marcatori |  |

| Fiume 5 marzo 1980, ore 17:00 CET Quarti di finale - Andata | Rijeka | 0 – 0 referto | Juventus | Stadion Kantrida (ca 25 000 spett.)\| Arbitro: \| Keizer \| |
| Arbitro:                                                    | Keizer |               |          |                                                             |

| Arbitro: | Tokat |

|                       |           |  |
| Causio 5’ Bettega 71’ | Marcatori |  |

| Arbitro: | Corver |

|                    |           |             |
| Bettega 85’ (aut.) | Marcatori | 11’ Cabrini |

| Arbitro: | Linemayr |

|  |           |             |
|  | Marcatori | 88’ Vaessen |

## Giovanili

La squadra Primavera juventina in posa al campo sportivo Gianpiero Combi

### Organigramma
Area sportiva
- Responsabile settore giovanile: Čestmír Vycpálek[25]

Area tecnica
- Primavera
  - Allenatore: Francesco Grosso[25]

### Piazzamenti
- Primavera:
  - Campionato: ?
  - Coppa Italia: ?
  - Torneo di Viareggio: fase a gironi